# Кириллов, Игорь Анатольевич
И́горь Анато́льевич Кири́ллов (13 июля 1970, Кострома — 17 декабря 2024, Москва) — российский военачальник, генерал-лейтенант (2018). Начальник войск радиационной, химической и биологической защиты Вооружённых сил Российской Федерации (апрель 2017 — 17 декабря 2024). Кандидат военных наук. Герой Российской Федерации (2024; посмертно), Герой Труда Российской Федерации (2021) (первый в истории обладатель обоих званий).
Получил известность в связи с распространением дезинформации о наличии в Украине лабораторий, занимающихся разработкой биологического оружия, в ходе брифингов Министерства обороны РФ. Также он обвинял Украину в «планировании провокации с использованием „грязной бомбы“», что категорически отрицалось Украиной, а правительства Франции, США и Великобритании называли такие обвинения со стороны РФ «откровенно ложными».
16 декабря 2024 года СБУ заочно начала в отношении Кириллова уголовное преследование по обвинению в «массовом применении химического оружия» во время российского вторжения в Украину «на восточном и южном фронтах».
17 декабря 2024 года был убит в Москве от детонации взрывного устройства, в результате спецоперации СБУ.

## Биография

### Деятельность до 2022 года
Служил в Вооружённых силах СССР с 1987 года. В 1991 году с отличием окончил Костромское высшее военное командное училище химической защиты.
С 1991 по 1994 год проходил службу в должности командира взвода в Западной группе войск. После выхода последней из Германии — в Московском военном округе. С 1995 года последовательно прошёл должности от командира роты до командира отдельной бригады радиационной, химической и биологической защиты.
С 2005 по 2007 год — слушатель Военной академии РХБЗ имени Маршала Советского Союза С. К. Тимошенко.
С 2009 года проходил службу на различных должностях Управления Начальника войск РХБЗ Вооружённых сил Российской Федерации, дополнив свой богатый профессиональный опыт административным.
В сентябре 2014 года полковник Кириллов был назначен начальником Военной академии радиационной, химической и биологической защиты и инженерных войск имени Маршала Советского Союза С. К. Тимошенко.
С апреля 2017 года генерал-майор Кириллов был начальником войск РХБ защиты Вооружённых сил Российской Федерации. Принимал участие в создании и принятии на вооружение новой тяжёлой огнемётной системы ТОС-2 «Тосочка».
В период пандемии COVID-19 в Минобороны под его руководством шла разработка реагентов для выявления РНК коронавируса.
В июле 2021 года Игорю Кириллову было присвоено звание Героя Труда Российской Федерации.
Жена — Светлана. Имел двоих сыновей.

### Во время вторжения России на Украину
За участие в войне против Украины Игорь Кириллов был включён в санкционные списки Украины 19 октября 2022 года, Канады 23 февраля 2023 года, Великобритании 8 октября 2024 года и Новой Зеландии в октябре 2024 года.
В ходе российского вторжения в Украину Кириллов обвинялся в причастности к использованию химического оружия против украинских военных. По данным США и союзников, Россия использовала отравляющее вещество хлорпикрин. По утверждению СБУ, Игорь Кириллов «отвечал за использование российскими войсками химического оружия на восточном и южном фронтах против украинских защитников». 16 декабря 2024 года СБУ заочно сообщила о подозрении Кириллову по ст. 438 Уголовного кодекса Украины (военное преступление, совершенное по предварительному сговору группой лиц).

### Убийство и похороны
17 декабря 2024 года около 6 часов утра погиб в результате детонации взрывного устройства во время выхода из подъезда своего дома на Рязанском проспекте в Москве. На месте происшествия вместе с Игорем Кирилловым погиб его помощник майор Илья Поликарпов, который приехал за генералом, чтобы отвезти на службу.
Ответственность за нападение взяла на себя Служба безопасности Украины (СБУ). По сообщению источника СБУ, взрывное устройство мощностью примерно в 300 грамм тротила было заложено в электросамокат и подорвано удалённо в тот момент, когда Кириллов и его помощник подошли к своей машине.
Следственный комитет России возбудил уголовное дело по статьям УК РФ о теракте, убийстве и незаконном обороте оружия. СК РФ сообщил о задержании уроженца Узбекистана 29-летнего Ахмада Курбанова (Ахмаджона Курбонова), который, по версии следствия, заложил бомбу в электросамокат. В Telegram было распространено видео, на котором задержанный говорит, что действовал по заданию СБУ и что ему были обещаны 100 тысяч долларов и «европейский паспорт».
Церемония прощания с Игорем Кирилловым состоялась 20 декабря 2024 года. Проститься с генералом приехали его близкие и коллеги. На церемонии также присутствовали министр обороны России Андрей Белоусов и секретарь Совбеза РФ Сергей Шойгу. Венки на прощание с российским генералом прислали президент России Владимир Путин, заместитель председателя Совбеза России Дмитрий Медведев. Похоронен на территории Федерального военного мемориала «Пантеон защитников Отечества».

## Награды
- Герой Российской Федерации (декабрь 2024; посмертно).
- Герой Труда Российской Федерации (16 августа 2021) — за особые трудовые заслуги, самоотверженность и профессионализм, проявленные при выполнении важных государственных задач[31]
- Орден «За заслуги перед Отечеством» 3-й степени[32]
- Орден «За заслуги перед Отечеством» 4-й степени[32]
- Орден «За военные заслуги»[32]
- Медаль ордена «За заслуги перед Отечеством» 2 степени[32]
- Почётный гражданин Костромской области (7 июля 2022) — за особые заслуги, самоотверженность и профессионализм, проявленные при выполнении государственных задач, а также за личные заслуги перед Костромской областью
- Ведомственные награды Министерства обороны РФ[32]
- Медаль Святого благоверного князя Андрея Боголюбского Владимирской Епархии Русской Православной Церкви — за особые заслуги в деле духовно-нравственного воспитания личного состава Вооружённых Сил Российской Федерации[16]

## Память
- Мемориальные доски:
  - В Костроме, на фасаде школы №11, которую окончил генерал-лейтенант И. А. Кириллов[33].
  - В Костроме, в храме воинской славы Богоявленского кафедрального собора[34].

- В Костроме, на территории Военной академии радиационной, химической и биологической защиты, установлен бюст генерал-лейтенанту Игорю Кириллову[35].

- Созданное 3 апреля 2025 года Распоряжением Председателя Правительства Михаила Мишустина Саратовское высшее военное инженерное училище химической защиты носит имя Героя Российской Федерации, Героя Труда Российской Федерации генерал-лейтенанта И. А. Кириллова[36].

- 19 августа 2025 года улицей Генерала Кириллова названы бывшие Проектируемые проезды № 1039 и 1040 в Нижегородском районе районе Юго-Восточного округа Москвы около дома, где он жил [37].